# Mit Liv Som Teenager (tv-serie)
Mit Liv som Teenager (The Secret of the American Teenager) er en amerikansk ungdomsserie skabt af Brenda Hampton. Serien havde premiere på kanalen ABC Family den 1. juli 2008. Serien fokusrer på forholdet mellem familie og venner, når man skal tackle Amy Juergens' (hovedpersonen, spillet af Shailene Woodley) uventede graviditet.
I starten var serien et flop med meget lave seertal. Men da mere interressante skuespillere og et over-the-top manuskript, steg seertallet. Serien kører i øjeblikket hver søndag fra klokken 16.25-17.15 på TV 2.
Den 9. Februar 2009, bestilte ABC Family en ny sæson af serien bestående af 24 nye episoder.

## Rollelisten

### Hovedroller
- Amy Juergens(Shailene Woodley) er datter af George og Anne Juergens og storesøster til Ashley. Hun er 15 år gammel og er gravid. Barnets far er skolens ”player” Ricky efter et one night stand på Band Camp. Hun vil ikke have noget at gøre med ham, men Ricky tager ansvar for babyen og bliver til sidst involveret. Amy har en kæreste, Ben som hun er forelsket i og dette resulterer i at Ben er villig til at gifte sig med hende så han kan hjælpe hende med babyen. De bliver gift med falsk ID, men det er ikke legalt. Amy beslutter at beholde barnet frem for at bortadoptere det. Hun får et arbejde i kirkens børnehave, som også giver hende en forsikring. Hun mærker de første veer på dagen hvor familie og venner er samlet til hendes Babyshower.

- Anne Juergens(Molly Ringwald) er mor til Amy og Ashley. Hun er gift med George. Da hun finder ud af at George er utro og har gemt penge for hende søger hun om skilsmisse. De penge som George havde gemt var fordi han ville købe noget til hele familien, men seerne ved ikke hvad det er endnu. Anne fik Amy da hun var relativt ung og derfor mener hun at Amy skal have et job for at forstå hvilket ansvar det er at have en baby.

- George Juergens(Mark Derwin) er Amy og Ashleys far. Han ejer en møbelforretning. George er er tit uhøflig og har ingen situationsfornemmelse. Han var Anne utro med Adrians mor. Han håber at Amy vil beholde babyen. Han flytter fra Amy og Anne sammen med Ashley.

- Benjamin “Ben” Boykewich(Kenny Baumann). Han er en håbløs romantiker og godhjertet 15-årige. Han er Amys kæreste og støtter hende. Bens er søn af ”the Sausage King” og er derfor arving til et stort firma, som handler med kødprodukter. Hans familie er rig og han har vist interesse for at tage sig finansielt af Amy. Ben indrømmede overfor Amy og Ricky at han er jaloux fordi Ricky gjorde Amy gravid. Ben arbejder i sin fars forretning sammen med Ricky for at tjene penge til babyen. Mens de venter på at babyen bliver født bestemmer de sig for at være venner efter at Ben forslog det.

- Richard "Ricky" Underwood (Daren Kagasoff)er søn af Bob Underwood, han misbrugte seksuelt Ricky som barn og han var også afhængig af stoffer. Hans mor var også afhængig af stoffer. Han er 16 år gammel. Han fortalte en lærer om sin fars misbrug af ham og kom derfor ind i en plejefamilie og ser en psykiater for at bearbejde tingene. Han er begyndt at få stærke følelser for Amy og vil gerne være sammen med hende. Han arbejder sammen med Ben i Boykewichs slagterforretning for at hjælpe Amy finasinsielt med babyen. Efter et one night stand med Amy fandt han ud af at hun var blevet gravid. Ricky er afhængig af sex, dette kommer af at han blev misbrugt som barn. Han har haft mange forhold (mest sex), disse inkluderer Grace, Adrian og Amy.

- Adrian Lee(Francia Raisa)er 16 år, hun bliver tit kaldt ”skolens luder”. Adrian er begyndt at se sin far igen efter han havde været ude af hendes liv i en del år. Adrian er klog og læser en del lektier. Hun havde et seksuelt forhold til Ricky og kommer nu sammen med sin stedbror, Max. Da han tog hende med på en rigtigt date for første gang blev hun forvirret.

- Grace Kathleen Bowman(Megan Park).Hun er 16 år gammel og kristen. Hun er kaptajn for skolens cheerleading hold. Hendes far er læge og hun vil læse medicin på universitet for at blive læge.Hun har en adoptivbror, Tom og hendes mor er Amys fars ekskone. Hun havde et forhold til Jack, men hun droppede ham da hun fandt ud af at han var hende utro med Adrian. Hun begynder at komme sammen med Ricky og forelsker sig i ham. Hun fortæller ham det, men han føler ikke det samme for hende som hun gør for ham. Hun finder ud af at havde sex med Adrian, mens han var kæreste med hende. Grace har stadig følelser for Jack.

- Ashley Juergens(India Eisley) er Amys 13-årge lillesøster. Da Amy bliver gravid får hun ikke ret meget opmærksomhed fra sine forældre. Hun er opmærksom og sky. Hun er interesseret i to fyre, Bens bedste ven Henry og Thomas.

- Jack Pappas(Greg Finley II) er 16 eller 17 år og er på skolens fodboldhold. Jack er kristen ligesom Grace og han er hendes ekskæreste. Han havde et seksuelt forhold til Adrian. Han tog skylden for at have lavet de falske ID kort selvom han ikke havde gjort det. Han blev idømt samfunds-tjeneste. Denne går ud på at han skal være mentor for Duncan, en teenager med nogle problemer. Jack forelsker sig i Duncans søster, Shawna selvom hun er nogle år ældre end ham. De indleder et seksuelt forhold. Jack har stadig følelser for Grace.

- Madsion Cooperstein(Renee Olstead) er en af Amys bedste veninder. Hendes værdier bygger på hendes katolske baggrund. Hun kommer til at sprede rygter og sladder fra tid til anden selvom hun mener det godt. Det er hende som kommer til at sprede rygtet om Amys graviditet på skolen. Hun kommer sammen med Jason, som er Laurens bror.

- Lauren Treacy(Camille Winbush) er også en af Amys bedste veninder. Hun er klog og er den der tænker mest rationelt i gruppen. Hendes far er Rickys psykiater. Sammen med Madison kommer hun til at sprede rygterne om Amys graviditet.